# Elmex

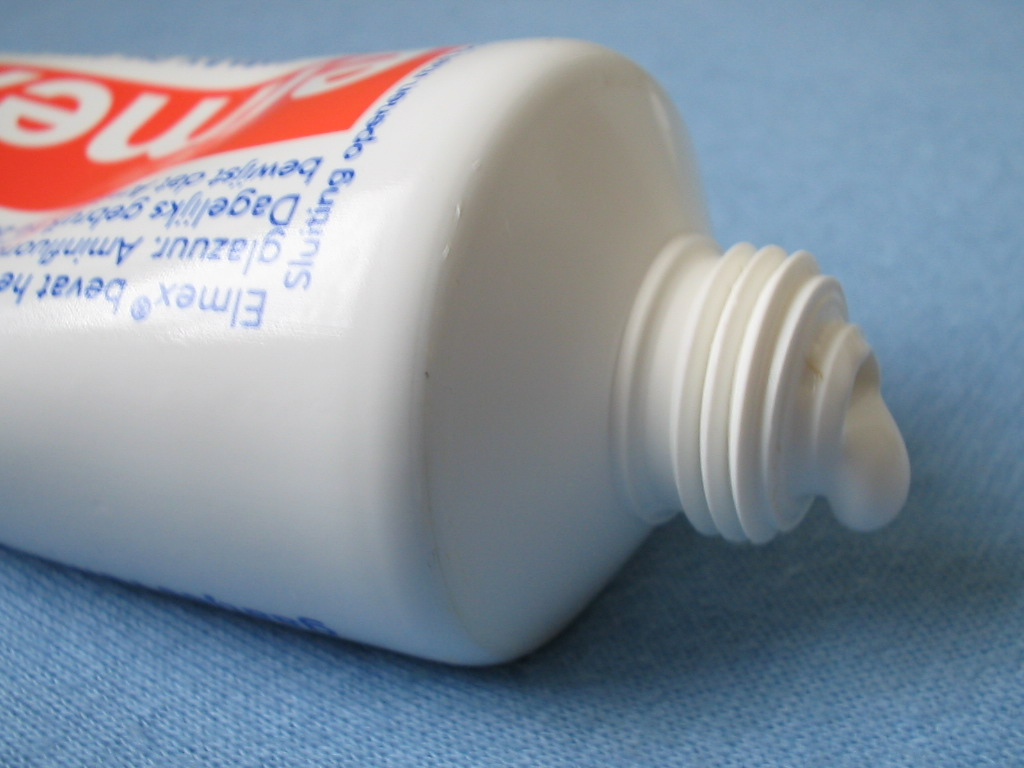
Tuba zubní pasty Elmex

Elmex je značka zubní pasty, která se prodává od roku 1962. Je vyráběna společností GABA International AG – švýcarským výrobcem značkových produktů pro ústní hygienu. Jako první zubní pasta obsahovala aminfluorid (AmF), který remineralizuje zubní sklovinu a zvyšuje její odolnost vůči působení kyselin.
Colgate koupil v roce 2004 společnost GABA a je tedy novým majitelem zubní pasty Elmex.